# Liste des voies du 1er arrondissement de Marseille
Cette liste énumère les principales voies du 1er arrondissement de Marseille.
- Haut – A
- B
- C
- D
- E
- F
- G
- H
- I
- J
- K
- L
- M
- N
- O
- P
- Q
- R
- S
- T
- U
- V
- W
- X
- Y
- Z

## A
- Rue des Abeilles
- Rue de l'Académie
- Rue d'Aix
- Rue Adolphe Thiers
- Place Alexandre Labadie
- Rue d'Anvers
- Rue Albert 1er
- Rue de l'Arc
- Boulevard d'Athènes
- Rue d'Aubagne
- Place Auguste Carli
- Rue des Augustins

- Haut – A
- B
- C
- D
- E
- F
- G
- H
- I
- J
- K
- L
- M
- N
- O
- P
- Q
- R
- S
- T
- U
- V
- W
- X
- Y
- Z

## B
- Rue du Baignoir
- Rue Bailli de Suffren
- Rue Barbaroux
- Rue Barthélemy
- Rue Beaumont
- Rue du Beausset
- Rue Beauvau
- Quai des Belges
- Cours Belsunce
- Square Belsunce
- Rue Bénédit
- Rue Bernard du Bois
- Place Bernard du Bois
- Rue Bernex
- Rue de la Bibliothèque
- Rue de Bir Hakeim
- Rue Breteuil

- Haut – A
- B
- C
- D
- E
- F
- G
- H
- I
- J
- K
- L
- M
- N
- O
- P
- Q
- R
- S
- T
- U
- V
- W
- X
- Y
- Z

## C
- Boulevard Camille Flammarion
- Impasse Camille Flammarion
- Place des Capucines
- Boulevard Charles Nedelec
- La Canebière
- Rue Canonge
- Rue Châteauredon
- Rue des Chapeliers
- Rue Clapier
- Rue Colbert
- Rue du Colonel Jean-Baptiste Pétré
- Rue du Commandant Mages
- Rue Consolat
- Rue des Convalescents
- Rue du Coq
- Rue Corneille
- Rue Curiol

- Haut – A
- B
- C
- D
- E
- F
- G
- H
- I
- J
- K
- L
- M
- N
- O
- P
- Q
- R
- S
- T
- U
- V
- W
- X
- Y
- Z

## D
- Rue Delille
- Rue du Docteur Denis Avierinos
- Rue des Dominicaines
- Boulevard Dugommier
- Rue Duguesclin
- Rue Dumarsais

- Haut – A
- B
- C
- D
- E
- F
- G
- H
- I
- J
- K
- L
- M
- N
- O
- P
- Q
- R
- S
- T
- U
- V
- W
- X
- Y
- Z

## E
- Place Ernest Reyer
- Rue Espérandieu
- Rue de l'Étoile
- Rue Euthymenes

- Haut – A
- B
- C
- D
- E
- F
- G
- H
- I
- J
- K
- L
- M
- N
- O
- P
- Q
- R
- S
- T
- U
- V
- W
- X
- Y
- Z

## F
- Rue des Fabres
- Rue de la Fare
- Rue Farjon
- Rue des Feuillants
- Rue Flégier
- Rue Fontaine d'Arménie
- Rue Fort Notre Dame
- Rue Fortia
- Rue Francis Davso
- Rue Francis de Pressensé
- Rue François Bazin
- Place François Mireur
- Cours Franklin Roosevelt
- Quai de la Fraternité
- Rue Frédéric Chevillon

- Haut – A
- B
- C
- D
- E
- F
- G
- H
- I
- J
- K
- L
- M
- N
- O
- P
- Q
- R
- S
- T
- U
- V
- W
- X
- Y
- Z

## G
- Place Gabriel Péri
- Boulevard Garibaldi
- Place du Général de Gaulle
- Rue de la Glace
- Rue Glandeves
- Rue de la Grande-Armée
- Rue Grignan
- Rue Guibal
- Impasse Guibal
- Rue Guy Fabre
- Rue Guy Moquet

- Haut – A
- B
- C
- D
- E
- F
- G
- H
- I
- J
- K
- L
- M
- N
- O
- P
- Q
- R
- S
- T
- U
- V
- W
- X
- Y
- Z

## H
- Rue Halle Puget
- Rue Haxo
- Rue Henri Barbusse
- Place Henri Dunant
- Rue Henri Fiocca
- Rue Henri Messerer
- Rue des Héros
- Rue Honnorat
- Impasse Honnorat
- Cours Honoré d'Estienne d'Orves
- Place de l'Hôtel des Postes
- Place aux Huiles

- Haut – A
- B
- C
- D
- E
- F
- G
- H
- I
- J
- K
- L
- M
- N
- O
- P
- Q
- R
- S
- T
- U
- V
- W
- X
- Y
- Z

## I
- Rue d'Isoard

- Haut – A
- B
- C
- D
- E
- F
- G
- H
- I
- J
- K
- L
- M
- N
- O
- P
- Q
- R
- S
- T
- U
- V
- W
- X
- Y
- Z

## J
- Cours Jean Ballard
- Rue Jean-Baptiste-Estelle
- Rue Jean-Pierre-Moustier
- Rue Jean de Bernardy
- Place Jean Jaurès
- Rue Jean Roque
- Rue Jemmapes
- Rue du Jeune Anarcharsis
- Cours Joseph Thierry
- Place Jules Guesde
- Cours Julien

- Haut – A
- B
- C
- D
- E
- F
- G
- H
- I
- J
- K
- L
- M
- N
- O
- P
- Q
- R
- S
- T
- U
- V
- W
- X
- Y
- Z

## L
- Rue la Fayette
- Rue Lemaitre
- Square Léon Blum
- Rue Léon Bourgeois
- Allée Léon Gambetta
- Place Léon Jouhaux
- Place Leverrier
- Boulevard de la Libération
- Boulevard de la Liberté
- Cours Lieutaud
- Rue du Loisir
- Boulevard Longchamp
- Rue Longue des Capucins
- Square Louise-Michel
- Rue Louis Grobet
- Rue Lucien Gaillard
- Montée Ludovic Monier
- Rue Lulli
- Place du Lycée

- Haut – A
- B
- C
- D
- E
- F
- G
- H
- I
- J
- K
- L
- M
- N
- O
- P
- Q
- R
- S
- T
- U
- V
- W
- X
- Y
- Z

## M
- Rue Magenta
- Rue Marcel Sembat
- Place du Marché
- Place des Marseillaises
- Boulevard Maurice Bourdet
- Rue Maurice Korsec
- Rue Mazagran
- Rue Méolan
- Rue Mission de France
- Rue Molière
- Rue du Mont de Piété
- Boulevard Montricher
- Rue du Musée
- Impasse du Musée

- Haut – A
- B
- C
- D
- E
- F
- G
- H
- I
- J
- K
- L
- M
- N
- O
- P
- Q
- R
- S
- T
- U
- V
- W
- X
- Y
- Z

## N
- Square de Narvik
- Boulevard National
- Rue Nationale
- Rue Neuve Saint Martin
- Rue Nicolas Bourgat

- Haut – A
- B
- C
- D
- E
- F
- G
- H
- I
- J
- K
- L
- M
- N
- O
- P
- Q
- R
- S
- T
- U
- V
- W
- X
- Y
- Z

## P
- Rue de la Paix Marcel Paul
- Rue de la Palud
- Rue Papère
- Rue Paradis
- Rue Parmentier
- Rue Pavillon
- Rue Philippe de Girard
- Rue Pierre Bellot
- Place Pierre Bertas
- Rue Pisançon
- Rue des Pénitents Bleus
- Rue des Petites Maries
- Traverse des Petites Maries
- Rue du Petit Saint-Jean
- Rue Poids de la Farine
- Rue des Prêcheurs
- Place des Prêcheurs
- Rue de la Providence
- Rue Puvis de Chavannes
- Rue Pythéas

- Haut – A
- B
- C
- D
- E
- F
- G
- H
- I
- J
- K
- L
- M
- N
- O
- P
- Q
- R
- S
- T
- U
- V
- W
- X
- Y
- Z

## R
- Rue Ranque
- Rue des Récolettes
- Rue de la Reine Elisabeth
- Rue de la Reine Jeanne
- Rue du Relais
- Quai de Rive Neuve
- Rue de la République
- Rue Rodolphe Pollak
- Rue de Rome
- Rue de la Rotonde
- Rue Rouget de Lisle
- Rue Rouvière

- Haut – A
- B
- C
- D
- E
- F
- G
- H
- I
- J
- K
- L
- M
- N
- O
- P
- Q
- R
- S
- T
- U
- V
- W
- X
- Y
- Z

## S
- Place Sadi-Carnot
- Rue Saint-Bazile
- Traverse Saint-Bazile
- Rue Saint-Cannat
- Rue Saint-Dominique
- Traverse Saint-Dominique
- Rue Saint-Ferréol
- Cours Saint-Louis
- Rue Saint-Saens
- Rue Saint-Savournin
- Rue Saint-Theodore
- Rue Sainte
- Rue Sainte-Barbe
- Avenue Pierre Semard
- Rue Sénac de Meilhan
- Rue Sibie
- Rue Socrate
- Square Stalingrad

- Haut – A
- B
- C
- D
- E
- F
- G
- H
- I
- J
- K
- L
- M
- N
- O
- P
- Q
- R
- S
- T
- U
- V
- W
- X
- Y
- Z

## T
- Impasse Tancrede Martel
- Rue du Tapis Vert
- Rue de la Taulière
- Rue du Théâtre Français
- Place Thiars
- Rue Thubaneau
- Passage Timon David
- Rue de la Tour
- Rue des Trois Mages

- Haut – A
- B
- C
- D
- E
- F
- G
- H
- I
- J
- K
- L
- M
- N
- O
- P
- Q
- R
- S
- T
- U
- V
- W
- X
- Y
- Z

## V
- Rue Vacon
- Rue Venture
- Square Verdun
- Rue Villeneuve
- Rue Vincent Scotto
- Boulevard Voltaire

- Haut – A
- B
- C
- D
- E
- F
- G
- H
- I
- J
- K
- L
- M
- N
- O
- P
- Q
- R
- S
- T
- U
- V
- W
- X
- Y
- Z